# Claude de Vert
 (octobre 2019).
Si vous disposez d'ouvrages ou d'articles de référence ou si vous connaissez des sites web de qualité traitant du thème abordé ici, merci de compléter l'article en donnant les références utiles à sa vérifiabilité et en les liant à la section « Notes et références ».
Claude de Vert est un liturgiste français, né à Paris le 4 octobre 1645, et mort à Abbeville (Picardie), le 1er mai 1708.

## Biographie
Il fit ses humanités à Nanterre, sous les chanoines réguliers, et à l'âge de seize ans, embrassa la règle de saint Benoît, au prieuré de Lihons-en-Santerre, de l'ordre de Cluny (diocèse d'Amiens). Ses supérieurs l'envoyèrent à Avignon faire ses cours de philosophie et de théologie ; et lorsqu'il les eut terminés, il visita l'Italie, sans autre but que de satisfaire sa curiosité. Pendant son séjour à Rome, il fut frappé de l'éclat et de la pompe des cérémonies du culte catholique, et il forma le projet d'en rechercher l'origine. De retour à Lihons, il s'appliqua sans relâche à l'étude et fit de rapides progrès dans la connaissance des anciens monuments[réf. nécessaire]. 
II contribua beaucoup au rétablissement des chapitres généraux, fit l'ouverture de celui de 1676 par un discours, y fut élu trésorier, et chargé avec dom Paul Rabusson de préparer une édition du Bréviaire de l'ordre ; elle parut en 1686, et devint bientôt l'objet des plus violentes attaques[réf. nécessaire] ; mais ce travail valut à dom de Vert de nouvelles marques d'estime de la part de ses confrères[réf. nécessaire], qui le renommèrent visiteur, puis définiteur de l'ordre dans la province de France.
En 1689, il publia la Traduction de la règle de saint Benoît, par l'abbé de Rancé, ornée d'une préface et de courtes, mais savantes[Interprétation personnelle ?] notes. Il en avait fait un Commentaire plus étendu, dont l'impression était déjà fort avancée ; mais le bruit de sa mort s'étant répandu pendant son absence, l'imprimeur, jugeant que l'ouvrage ne serait jamais achevé, en détruisit toutes les feuilles ; et dom de Vert, qui n'avait pas conservé de copie de son travail, n'eut pas le courage de le recommencer[réf. nécessaire]. 
Le pasteur Pierre Jurieu ayant cité dom de Vert comme partageant ses opinions sur l'origine de quelques-unes des cérémonies de la messe, celui-ci se vit forcé d'expliquer ses véritables sentiments. C'est le sujet de sa Lettre à Jurieu, Paris, in-12. Elle reçut l'approbation des plus savants[Interprétation personnelle ?] prélats, entre autres de Bossuet, qui pressa dom de Vert d'exécuter enfin le projet qu'il annonçait depuis si longtemps, d'éclaircir l'origine des cérémonies de l'Église. Il s'en occupa dès lors. 
Nommé vicaire général de l'ordre en 1694, il fut élu, l'année suivante, prieur de Saint-Pierre d'Abbeville. Il passa dans cette maison ses dernières années, partageant son temps entre l'étude, la prière et les soins du gouvernement. Il venait de mettre la dernière main à son grand ouvrage, quand il mourut subitement d'une colique le 1er mai 1708[réf. nécessaire].

## Publications
On a de lui :
1. Eclaircissements sur la réformation du Bréviaire de Cluny, première lettre (1), Paris, 1690, in-12. Ce petit ouvrage, divisé en trois parties, contient l'explication des cérémonies de l'Église dans la semaine sainte.
2. Explication du chap. 48 de la règle de St-Benoît, pour servir d'éclaircissement à la question des études monastiques, par frère Golomban. (1693), in-12 (2). Il s'y déclare, avec l'abbé de Rancé, contre les études monastiques ; mais on voit cependant qu'il serait assez disposé à approuver cette dérogation à la règle[Interprétation personnelle ?].
3. Dissertation sur les mots de messe et de communion, Paris, 1694, in-12. C'est une réponse à l'opuscule de dom Mabillon : Traité où l'on réfute la nouvelle explication que quelques auteurs donnent aux mots de messe et de communion, qui se trouvent dans la règle de St-Benoit, Paris, 1690, in-12. Dom de Vert y soutient, avec Saint-Cyran et Lancelot, que le mot messe s'y prend pour tout l'office, et que celui de communion n'y signifie pas toujours la manducation réelle du corps de J.-C.
4. Explication simple, littérale et historique des cérémonies de l'Église, Paris, 1709-1713, 4 vol. in-8°, fig. Les deux premiers volumes, publiés en 1706 et 1707, furent réimprimés en 1709, avec des corrections et additions ; les deux autres ne parurent qu'en 1713, par les soins du P. Desmolets, qui les fit précéder d'un Éloge historique de l'auteur, et joignit au quatrième volume trois opuscules de dom de Vert : la Lettre à Jurieu ; les Eclaircissements sur la réformation du Bréviaire de Cluny, et enfin, l'Explication des cérémonies de la bénédiction d'une abbesse. Ce dernier écrit, imprimé séparément à Amiens, d'une manière furtive, avait ensuite paru dans les Mémoires de Trévoux, septembre 1708. Le but de dom de Vert dans son grand ouvrage est de montrer que toutes les cérémonies de l'Église ont une origine simple et naturelle, et qu'il n'est point nécessaire pour les expliquer de recourir à. l'allégorie. Ce sentiment a été combattu vivement par l'évêque de Soissons, dans un écrit intitulé Du véritable esprit de l'Église dans l'usage de ses cérémonies[réf. nécessaire]. L'ouvrage de dom de Vert manque d'ordre, mais il y a beaucoup d'érudition et de recherches curieuses[Interprétation personnelle ?].